# Liste der Naturdenkmale in Neupotz
Die Liste der Naturdenkmale in Neupotz nennt die im Gemeindegebiet von Neupotz ausgewiesenen Naturdenkmale (Stand 17. April 2013).

## Naturdenkmale
| Nr.         | Bezeichnung             | Lage                                                                 | Beschreibung            | Bild                                    |
| ----------- | ----------------------- | -------------------------------------------------------------------- | ----------------------- | --------------------------------------- |
| ND-7334-200 | Neupotzer Mutterpappeln | südöstlich des Ortes bei Rheinkilometer 370; Abteilung Langloch Lage | Populus sp., acht Bäume | Direkt Bild zu diesem Denkmal hochladen |